# Nsokengono
Nsokengono ist ein Ort in der Provinz Centro Sur in Äquatorialguinea.

## Geographie
Der Ort liegt an einer Nord-Süd-Verkehrsroute nordöstlich von Leng und südlich von Aboransama. Westlich des Ortes verläuft der Río Chiguo.

## Klima
Nach dem Köppen-Geiger-System zeichnet sich Nsokengono durch ein tropisches Klima mit der Kurzbezeichnung Am aus.